# Istočnobaritski jezici
Istočnobaritski jezici (istočni barito jezici), malajsko-polinezijski jezici kojim govore skupine Dajaka na Borneu, Indonezija, i prastanovnici Madagaskara. 
Skupina se dalje dijeli na tri uže podskupine, i to 
a) centar-jug kojoj pripadaju dusun deyah, dusun malang, dusun witu, ma'anyan i paku,
b) sjever: lawangan i tawoya
c) Madagaskarska ili malagasi: antankarana malagasy, bara malagasy, betsimisaraka malagasy (2 jezika, južni i sjeverni), bushi (na otoku Mayotte), masikoro malagasy, plateau malagasy, sakalava malagasy, tandroy-mahafaly malagasy, tanosy malagasy, tsimihety malagasy.

## Vanjske poveznice
- Ethnologue (14th)
- Ethnologue (15th)
- Tree for East Barito[neaktivna poveznica]